# باشگاه فوتبال هاوانت و واترلوویل
باشگاه فوتبال هاوانت و واترلوویل (به انگلیسی: Havant & Waterlooville Football Club) یک باشگاه فوتبال در شهر هوانت، کشور انگلستان است که در سال ۱۹۹۸ میلادی تأسیس شده‌است.